# Севанські рибалки
«Севанські рибалки» (вірм. «Սևանի ձկնորսները») — радянський пропагандистський художній фільм-історична драма 1939 року, знятий режисерами Гургеном Маріносяном і Наумом Дукором на Єреванській кіностудії.

## Сюжет
У центрі сюжету фільму боротьба партизан-рибалок за Радянську владу у Вірменії.

## У ролях
- Давид Малян — Арам
- Грач'я Нерсесян — старий Анес
- Тагуї Асмік — Такуї
- Орі Буніатян — Мінас
- Левон Зорабян — Агабек
- Мурад Костанян — Григор
- Гурген Джанібекян — Мхо
- Татул Ділакян — Татул
- Амвросій Хачанян — Погос
- Хачатур Абрамян — Вагінак
- Анна Аракелян — партизанка
- Сіран Оганесян — Каріне
- Ашот Гаспарян — епізод
- Ваган Бадалян — епізод
- Юніс Нурі — Гасым

## Знімальна група
- Режисери — Гурген Маріносян, Наум Дукор
- Сценаристи — Наум Дукор, Амасій Мартиросян, Ашот Гаспарян
- Оператор — І. Лизогуб
- Композитор — Ашот Сатян
- Художник — Сергій Арутч'ян